# فرانك ساندرز (لاعب هوكي الجليد)
فرانك ساندرز (بالإنجليزية: Frank Sanders)‏ هو لاعب هوكي الجليد أمريكي، ولد في 8 مارس 1949 في سانت بول في الولايات المتحدة، وتوفي في 17 فبراير 2012 في وودبوري في الولايات المتحدة.

## وصلات خارجية
- فرانك ساندرز على موقع EliteProspects.com (الإنجليزية)
- فرانك ساندرز على موقع HockeyDB.com (الإنجليزية)
- فرانك ساندرز على موقع أوليمبيديا (الإنجليزية)